# Theologica Xaveriana
Theologica Xaveriana, anteriormente Ecclesiastica Xaveriana, es una revista de teología de Colombia fundada en 1951, editada por la Pontificia Universidad Javeriana.

## Historia
En la actualidad es el órgano de la Facultad de Teología de la Pontificia Universidad Javeriana, de Bogotá, Colombia, y ha sido publicada de manera ininterrumpida desde su aparición, en 1951, aunque hasta 1975 se publicaría bajo la denominación Ecclesiastica Xaveriana. En esta primera etapa fue dirigida por Guillermo González Quintana primero y luego por Alberto Arenas. Tiene periodicidad semestral.
Difunde trabajos de reflexión e investigación realizados dentro y fuera de la Facultad que dan cuenta del quehacer teológico actual. Está dirigida a teólogos, investigadores y docentes. Entre las temáticas tratadas se encuentran la teología sistemática, la teología fundamental, la teología bíblica y la teología pastoral.
Está indexada en bases de datos bibliográficas e índices como Latindex, Dialnet, SciELO, Redalyc y Scopus, entre otras.